# Municipio de Liberty (condado de Darke)
El municipio de Liberty (en inglés: Liberty Township) es un municipio ubicado en el condado de Darke en el estado estadounidense de Ohio. En el año 2010 tenía una población de 1071 habitantes y una densidad poblacional de 12,43 personas por km².

## Geografía
El municipio de Liberty se encuentra ubicado en las coordenadas 40°2′29″N 84°46′11″O / 40.04139, -84.76972. Según la Oficina del Censo de los Estados Unidos, el municipio tiene una superficie total de 86.18 km², de la cual 85,96 km² corresponden a tierra firme y (0,26 %) 0,22 km² es agua.

## Demografía
Según el censo de 2010, había 1071 personas residiendo en el municipio de Liberty. La densidad de población era de 12,43 hab./km². De los 1071 habitantes, el municipio de Liberty estaba compuesto por el 95,33 % blancos, el 2,71 % eran afroamericanos, el 0,56 % eran asiáticos, el 0,19 % eran de otras razas y el 1,21 % eran de una mezcla de razas. Del total de la población el 0,09 % eran hispanos o latinos de cualquier raza.